# Pau Figueres Cabacés
Pau Figueres Cabacés   (Barcelona, 7 de juliol de 1989) és un músic, guitarrista, productor i compositor català que beu de les tradicions de la guitarra clàssica, flamenca i moderna.

## Trajectòria artística
Va començar a tocar als 7 anys i a treballar com a músic de directe i d'estudi als 16, des de llavors ha participat en sessions de gravació i ha col·laborat amb artistes molt diferents en estil i context musical. Ha actuat com a solista clàssic, solista amb orquestra quartets de corda, grups de música de càmara, bandes de rock, com a músic acompanyant de cantants, en grups de jazz, pop, folk i flamenc. Va estudiar guitarra clàssica des dels 8 anys i va finalitzar la carrera a l'Escola Superior de Música de Catalunya (ESMUC) amb Zoran Dukic.
El seu primer treball discogràfic el va publicar el 2015 amb el títol homònim Pau Figueres, amb el qual guanyà el Premi Enderrock 2016 de la crítica al millor disco de folk del 2015. El 2018 publicà el seu segon disc com a solista: Nada nuevo bajo el sol.
Com a instrumentista ha col·laborat en discos de molt diferents artistes i ha estat productor de l'elepé de la cantant estatunidenca Hayley Reardon «In The Good Light» (Tone Tree Music, 2022), en el segon i tercer àlbums de Judit Neddermann «Un segon» (Satélite-K, 2016) i «Nua» (Satélite-K, 2018), el primer disc de Gemma Humet «Si canto enrere» (Satélite-K, 2015), en el projecte de Nacho Melús de Flamenco-Gospel «Heaven & Earth», i ha co-produït el disc de jazz-mediterrània de Carles Gutiérrez «Tot és ara» (Microscopi, 2022). Des del 2019 al 2022 va acompanyar a Alejandro Sanz durant tota "LaGira" del seu disc "El disco".
A més de guitarrista acompanyant a concerts a un gran número d'artistes, Pau Figueres lidera el quartet instrumental "Pau Figueres Quartet" que comparteix amb Darío Barroso (guitarra), Ismael Alcina (baix elèctric) i el seu germà Arnau Figueres (percussió). Ha tocat dues vegades a la cerimònia dels Premis Grammy Llatins a Las Vegas, el 2019 amb Alejandro Sanz i el 2021 amb C. Tangana. El 2023 va aparèixer en la popular sèrie de vídeos de concerts Tiny Desk, organitzats per NPR, acompanyant a la cantautora portuguesa Maro.

## Discografia com a solista
- Pau Figueres [2015].
- Nada nuevo bajo el sol [2018].
- Latido [2024].